# Pallacanestro femminile agli VIII Giochi panamericani
Il Campionato femminile di pallacanestro agli VIII Giochi panamericani si è svolto dal 2 al 13 luglio 1979 a San Juan, a Porto Rico, durante gli VIII Giochi panamericani. La vittoria finale è andata alla nazionale cubana.

## Squadre partecipanti
- Bolivia
- Brasile
- Canada
- Cuba
- Messico
- Porto Rico
- Stati Uniti

## Girone unico
| Squadra     | G | V | P | PF  | PS  | DP   |
| ----------- | - | - | - | --- | --- | ---- |
| Cuba        | 6 | 6 | 0 | 545 | 417 | +128 |
| Stati Uniti | 6 | 5 | 1 | 597 | 415 | +182 |
| Canada      | 6 | 4 | 2 | 536 | 446 | +90  |
| Brasile     | 6 | 3 | 3 | 531 | 530 | +1   |
| Messico     | 6 | 2 | 4 | 440 | 512 | -72  |
| Porto Rico  | 6 | 1 | 5 | 431 | 531 | -100 |
| Bolivia     | 6 | 0 | 6 | 346 | 575 | -229 |

## Risultati
| San Juan 2 luglio 1979, ore 15:00 | Canada | 94 – 47 | Bolivia |  |

| San Juan 2 luglio 1979, ore 17:00      | Stati Uniti | 124 – 69 (54-34) | Porto Rico |  |
| \| \| \| \| \| Curry 27 \| Punti \| \| |             |                  |            |  |
|                                        |             |                  |            |  |
| Curry 27                               | Punti       |                  |            |  |

| San Juan 3 luglio 1979, ore 19:00 | Brasile | 108 – 71 (51-29) | Bolivia |  |

| San Juan 3 luglio 1979 | Cuba | 87 – 62 | Messico |  |

| San Juan 4 luglio 1979 | Cuba | 91 – 53 | Porto Rico |  |

| San Juan 4 luglio 1979 | Canada | 102 – 83 (57-46) | Brasile |  |

| San Juan 6 luglio 1979                  | Stati Uniti | 99 – 89 | Canada |  |
| \| \| \| \| \| Walker 28 \| Punti \| \| |             |         |        |  |
|                                         |             |         |        |  |
| Walker 28                               | Punti       |         |        |  |

| San Juan 6 luglio 1979 | Brasile | 112 – 91 | Messico |  |

| San Juan 7 luglio 1979 | Messico | 78 – 76 (48-38) | Porto Rico |  |

| San Juan 7 luglio 1979 | Cuba | 112 – 65 | Bolivia |  |

| San Juan 8 luglio 1979                       | Stati Uniti | 85 – 35 | Bolivia |  |
| \| \| \| \| \| Blazejowski 14 \| Punti \| \| |             |         |         |  |
|                                              |             |         |         |  |
| Blazejowski 14                               | Punti       |         |         |  |

| San Juan 8 luglio 1979 | Brasile | 85 – 81 | Porto Rico |  |

| San Juan 9 luglio 1979 | Cuba | 90 – 81 | Canada |  |

| San Juan 9 luglio 1979                 | Stati Uniti | 92 – 58 | Messico |  |
| \| \| \| \| \| Brown 16 \| Punti \| \| |             |         |         |  |
|                                        |             |         |         |  |
| Brown 16                               | Punti       |         |         |  |

| San Juan 10 luglio 1979, ore 13:00 | Cuba | 74 – 70 (40-32) | Brasile |  |

| San Juan 11 luglio 1979, ore 17:00 | Messico | 85 – 68 (46-34) | Bolivia |  |

| San Juan 11 luglio 1979 | Canada | 93 – 61 | Porto Rico |  |

| San Juan 12 luglio 1979                  | Stati Uniti | 111 – 73 (49-33) | Brasile |  |
| \| \| \| \| \| Trombly 16 \| Punti \| \| |             |                  |         |  |
|                                          |             |                  |         |  |
| Trombly 16                               | Punti       |                  |         |  |

| San Juan 12 luglio 1979 | Porto Rico | 91 – 60 | Bolivia |  |

| San Juan 13 luglio 1979, ore 12:30 | Canada | 77 – 66 | Messico |  |

| San Juan 13 luglio 1979, ore 17:00      | Cuba  | 91 – 86 (45-46) | Stati Uniti |  |
| \| \| \| \| \| \| Punti \| 27 Walker \| |       |                 |             |  |
|                                         |       |                 |             |  |
|                                         | Punti | 27 Walker       |             |  |

## Classifica finale
| Pos. | Squadra     | Formazione |
| ---- | ----------- | --- |
|      | Cuba        | CubaÁtiez, Bécquer, Borrell, Borrero, Charro, Corvea, de la Paz, Despaigne, Moret, V. Pérez, Reynoso, Salmón, Skeet, All. Manuel Pérez                  |
|      | Stati Uniti | Stati UnitiBlazejowski, Brown, Curry, Heiss, Kirchner, Lieberman, Meyers, Rankin, Swaim, Trombly, Walker, Warlick, All. Pat Head                        |
|      | Canada      | CanadaClarkson, Critelli, Dignard, Douglas, Huband, Jackson, Lang, McPhail, Smith, Steele, Sweeney, Turney, All. Don McCrae                             |
| 4.   | Brasile     | BrasileCristina, Hortência, Ione, Márcia, Tereza Boscariol, Maria Zavaris, Marina, Paula, Solange, Suzete, Thelma, Vânia Teixeira, All. Antônio Barbosa |
| 5.   | Messico     | MessicoAlcaraz, Calleja, Corral, Díaz, Flores, Galán, González, Morfín, Pérez, Saavedra, Saenz, Velia, All. Constancio Córdoba                          |
| 6.   | Porto Rico  | Porto RicoAldarondo, L. Camacho, Cordovez, Cruz, Díaz, García, Mangual, Marina, Meléndez, Morales, Ortega, Rivera, All. Humberto Ramírez                |
| 7.   | Bolivia     | BoliviaBlanco, Gandarillas, Navia, Pinto, Quiñones, L. Rojas, R. Rojas, Saavedra, Sandoval, Yáñez, C. Zambrana, N. Zambrana, All. Mario Orrico          |